# Tofiq Musayev
Tofiq Musayev (Sahil, Azerbaiyán; 15 de diciembre de 1989) es un artista marcial mixto azerbaiyano que actualmente compite en la división de peso ligero de Bellator MMA. Musayev es el Campeón del Grand Prix de Peso Ligero de RIZIN. Tofiq está actualmente en la posición #2 del ranking de peso ligero de Bellator.

## Primeros años
Nacido en Sahil el 15 de diciembre de 1989, Musayev sirvió como teniente de reserva de las Fuerzas Terrestres de las Fuerzas Armadas de Azerbaiyán, participando activamente en el frente desde los primeros días de la guerra.  

## Carrera de artes marciales mixtas

### Bellator MMA
El 10 de enero de 2020 se anunció que Musayev había firmado un contrato de múltiples peleas con Bellator. Se esperaba que hiciera su debut en la promoción contra Zach Zane en Bellator 278 el 22 de abril de 2020. Sin embargo, Zane se retiró de la pelea y Musayev fue retirado de la cartelera también.
Se esperaba que Musayev enfrentar a Adam Piccolotti en Bellator 283 el 22 de julio de 2022. Sin embargo, Piccolotti se retiró de la pelea y Tofiq fue programado para enfrentar al contendiente #1, Sidney Outlaw, en la misma cartelera. Musayev ganó la pelea por TKO en solo 27 segundos del primer asalto.

#### Grand Prix de Peso Ligero de Bellator
Como primera pelea del Grand Prix de Peso Ligero de Bellator, Tofiq enfrentó a Alexander Shabliy en la coestelar de Bellator 292, el 10 de marzo de 2023. Perdió la pelea pot TKO en el tercerr asalto.
Tofiq enfrentó a Akira Okada el 30 de julio de 2023. en Bellator MMA x Rizin 2. Ganó la pelea por KO en el segundo asalto.
Tofiq enfrentó a Koji Takeda el 4 de noviembre de 2023, en Rizin Landmark 7. Ganó la pelea por KO en el tercer asalto.
Musayev estaba programado para enfrentar a Alfie Davis el 22 de marzo de 2024, en Bellator 302.

## Campeonatos y logros

### Artes marciales mixtas
- Rizin Fighting Federation
  - Campeón del Grand Prix de Peso Ligero de RIZIN

## Récord en artes marciales mixtas
| Récord profesional | Récord profesional | Récord profesional |
| 28 peleas          | 22 victorias       | 6 derrotas         |
| ------------------ | ------------------ | ------------------ |
| Nocaut             | 18                 | 1                  |
| Sumisión           | 2                  | 4                  |
| Decisión           | 2                  | 1                  |

| Resultado | Récord | Oponente               | Método                            | Evento                           | Fecha                    | Ronda | Tiempo | Localización         | Notas                                                       |
| --------- | ------ | ---------------------- | --------------------------------- | -------------------------------- | ------------------------ | ----- | ------ | -------------------- | ----------------------------------------------------------- |
| Derrota   | 22-6   | Myktybek Orolbai       | Sumisión (kimura)                 | UFC on ABC: Hill vs Rountree Jr. | 21 de junio de 2025      | 1     | 4:35   | Bakú                 | Debut en UFC Debut en Peso Welter                           |
| Victoria  | 22–5   | Koji Takeda            | KO (golpes)                       | Rizin Landmark 7                 | 4 de noviembre de 2023   | 3     | 2:03   | Bakú                 |                                                             |
| Victoria  | 21–5   | Akira Okoda            | KO (golpes)                       | Bellator MMA x Rizin 2           | 30 de julio de 2023      | 2     | 1:11   | Saitama              |                                                             |
| Derrota   | 20–5   | Alexander Shabliy      | TKO (patada al cuerpo)            | Bellator 292                     | 10 de marzo de 2023      | 3     | 0:29   | San José, California | Cuarto del final del Grand Prix de Peso Ligero de Bellator. |
| Victoria  | 20–4   | Sidney Outlaw          | TKO (golpes)                      | Bellator 283                     | 22 de julio de 2022      | 1     | 0:27   | Tacoma, Washington   |                                                             |
| Derrota   | 19–4   | Roberto de Souza       | Sumisión (triangle choke)         | RIZIN 28                         | 13 de junio de 2021      | 1     | 1:12   | Tokio                | Por el Campeonato Inaugural de Peso Ligero de Rizin.        |
| Victoria  | 19–3   | Patricky Freire        | Decisión (unánime)                | RIZIN 20                         | 31 de diciembre de 2019  | 3     | 5:00   | Saitama              | Ganó el Grand Prix de Peso Ligero de Rizin.                 |
| Victoria  | 18–3   | Johnny Case            | TKO (golpes)                      | RIZIN 20                         | 31 de diciembre de 2019  | 1     | 2:47   | Saitama              | Semifinales del Grand Prix de Peso Ligero de Rizin.         |
| Victoria  | 17–3   | Damien Brown           | TKO (patada a la cabeza y golpes) | RIZIN 19                         | 12 de octubre de 2019    | 1     | 4:14   | Osaka                | Cuartos de final del Grand Prix de Peso Ligero de Rizin.    |
| Victoria  | 16–3   | Daron Cruickshank      | Decisión (unánime)                | RIZIN 16                         | 2 de junio de 2019       | 3     | 5:00   | Kōbe                 |                                                             |
| Victoria  | 15–3   | Nobumitsu Osawa        | TKO (golpes)                      | RIZIN 14                         | 31 de diciembre de 2018  | 2     | 2:19   | Saitama              |                                                             |
| Victoria  | 14–3   | Marif Piraev           | TKO (golpes)                      | WFCA 48                          | 4 de mayo de 2018        | 1     | 3:24   | Bakú                 |                                                             |
| Victoria  | 13–3   | Zurab Betergaraev      | TKO (lesión)                      | WFCA 45                          | 24 de febrero de 2018    | 2     | 1:23   | Grozni               |                                                             |
| Victoria  | 12–3   | Murat Kocaturk         | TKO (golpes)                      | Orion Fight Arena                | 21 de octubre de 2017    | 2     | 2:50   | Ankara               |                                                             |
| Victoria  | 11–3   | Murad Shakhbanov       | TKO (golpes)                      | WFCA 34                          | 25 de febrero de 2016    | 3     | 2:16   | Moscú                |                                                             |
| Victoria  | 10–3   | Ayoub Fahimi           | KO (golpes)                       | Azerbaijan MMA Federation        | 31 de diciembre de 2016  | 1     | 3:56   | Bakú                 |                                                             |
| Victoria  | 9–3    | Jiang Tao              | TKO (golpes)                      | Chinse Wushu Fight League        | 5 de junio de 2016       | 1     | 1:35   | Cantón               |                                                             |
| Victoria  | 8–3    | Ooi Aik Tong           | TKO (golpes)                      | Chinse Wushu Fight League        | 5 de junio de 2016       | 1     | 3:52   | Cantón               |                                                             |
| Victoria  | 7–3    | Yincang Bao            | TKO (golpes)                      | Internation Kungfu Championship  | 27 de noviembre de 2015  | 1     | 3:55   | Nantong              |                                                             |
| Victoria  | 6–3    | Shamil Magomedzhagidov | KO (golpes)                       | Azerbaijan MMA Federation        | 2 de octubre de 2015     | 1     | 3:42   | Bakú                 |                                                             |
| Victoria  | 5–3    | Magomed Ankuliev       | KO (golpes)                       | Selection of Warriors            | 18 de septiembre de 2015 | 1     | 2:53   | Majachkalá           |                                                             |
| Derrota   | 4–3    | Aigun Akhmedov         | Decisión (unánime)                | New Stream                       | 31 de octubre de 2014    | 2     | 5:00   | Moscú                |                                                             |
| Victoria  | 4–2    | Said Khalilov          | TKO (golpes)                      | MMA Star in the Ring 2           | 13 de junio de 2014      | 1     | 3:33   | Majachkalá           |                                                             |
| Derrota   | 3–2    | Evgeny Lakhin          | Sumisión (triangle choke)         | Siberian League                  | 20 de abril de 2014      | 1     | 1:12   | Kémerovo             |                                                             |
| Victoria  | 3–1    | Musulma Muslikov       | TKO (golpes)                      | MMA Star in the Ring 1           | 1 de marzo de 2014       | 1     | N/A    | Majachkalá           |                                                             |
| Derrota   | 2–1    | Mukhamed Berkhamov     | Sumisión (anaconda choke)         | Oplot Challenge 90               | 30 de noviembre de 2013  | 1     | 4:09   | Járkov               |                                                             |
| Victoria  | 2–0    | Emilbek Beknazarov     | Sumisión (rear-naked choke)       | Oplot Challenge 80               | 21 de septiembre de 2013 | 1     | 3:26   | Járkov               |                                                             |
| Victoria  | 1–0    | Yavuz Selim Kazanci    | Sumisión (heel hook)              | Azerbaijan MMA Federation        | 28 de mayo de 2013       | 1     | 2:33   | Bakú                 |                                                             |